# Sunset (pel·lícula de 1988)
Sunset és una pel·lícula estatunidenca del 1988 de ficció criminal misteri i western escrita i dirigida per Blake Edwards  i protagonitzada per Bruce Willis com a l'actor western Tom Mix, que fa equip amb l'agent de la llei Wyatt Earp, interpretat per segona vegada en una pel·lícula per James Garner. Basat en una novel·la inèdita de Rod Amateau, la trama fa que Earp i Mix resolguin un assassinat a Hollywood el 1929.
Tot i que Sunset tenia alguns elements còmics, es va desviar molt més cap al gènere de misteri d'època del vell Hollywood. Els crítics, com ara Roger Ebert, van lluitar per intentar definir la pel·lícula. Ebert va assenyalar: "El més estrany de Sunset és que no és una comèdia, no exactament. Té algunes rialles, però és una mena de pel·lícula d'humor elegíac i discret..."
Tot i que Willis va rebre facturació superior a Sunset, Garner en realitat té molt més temps de pantalla a la pel·lícula. Aquesta va ser la segona pel·lícula en què Garner va interpretar Wyatt Earp, la primera va ser L'hora de les pistoles de John Sturges, estrenada el 1967. Aquesta va ser la segona col·laboració del director Edwards amb Willis, a qui va dirigir a Cita a cegues (1987).

## Argument
A Hollywood a finals de la dècada de 1920, durant els últims dies de la transició de la indústria a la pel·lícula sonora, el productor i cap d'estudi Alfie Alperin vol produir una èpica pel·lícula western sobre Wyatt Earp. Tom Mix és el gran xeriff i l'autèntic Earp està al plató com a assessor tècnic.
Mentre Earp i Mix, els herois westerns "real" i "reel", estan involucrats en la seva aventura cinematogràfica, també es veuen atrapats en un cas real d'assassinat, prostitució i corrupció amb el malvat gàngster Dutch Keiffer. Junts, intenten solucionar els problemes del fill desaparegut de l'antiga xicota d'Earp, Christina. Ara és la dona del cap de l'estudi Alfie Alperin i ell no està satisfeta amb la investigació d'Earp. L'amfitriona Cheryl King s'involucra sentimentalment amb Earp.
La germana d'Alfie, Victoria Alperin, està sortint amb un famós mafiós i tots tres estaven al lloc de l'assassinat de la senyora Candice Gerard. Aviat Earp revela el veritable personatge sàdic d'Alfie Alperin. Dos dels seus còmplices, el Cap de la Policia d'Estudi Dibner, l'interès del qual és protegir Alperin, i el corrupte Capt. Blackworth, són desagradables.
Mix i Earp poden lluitar contra un tiroteig real en un ranxo real aïllat, i Mix diu a Earp "M'agradaria que hi hagués una càmera aquí" abans de dibuixar una pistola real.
Després de la mort de Christina, els assumptes es tornen personals per a Earp, donant lloc al clímax explosiu entre Mix, Alperin i Earp.

## Repartiment
- Bruce Willis com a Tom Mix
- James Garner com a Wyatt Earp
- Malcolm McDowell com Alfie Alperin
- Mariel Hemingway com a Cheryl King
- Kathleen Quinlan com a Nancy Shoemaker
- Jennifer Edwards com a Victoria Alperin
- Patricia Hodge com a Christina Alperin
- Richard Bradford com el capità Blackworth
- M. Emmet Walsh com el cap Dibner
- Joe Dallesandro com a "holandès" Kieffer
- Andreas Katsulas com a Arthur
- Llavors Florek com a Marty Goldberg
- Bill Marcus com Hal Flynn
- Michael C. Gwynne com a "Mooch"
- Dermot Mulroney com a Michael Alperin
- Jeffrey Briar com a Stan Laurel
- Bevis Faversham com a Oliver Hardy
- John Fountain com a John Gilbert
- Peter Jason com a Frank Coe

## Context històric
Encara que en gran part fictícia, la història conté elements de fet històric. Sunset representa a Wyatt Earp com a assessor tècnic d'una pel·lícula de ficció de Tom Mix de Duel de titans, en la qual Mix interpreta el famós xeriff. Earp vivia a l'àrea de Los Angeles des del 1910 aproximadament. Havia servit com a assessor tècnic no remunerat d'alguns primers westerns des del 1915 i coneixia estrelles western William S. Hart i Mix.
Quan va morir el 13 de gener de 1929, als 80 anys, el funeral d'Earp va comptar amb Hart i Mix com a portadors del taüt.
Tant els personatges de Mix com els d'Earp formen part de la trama a Sunset, amb cada personatge explotant i desinflant alternativament les seves imatges públiques. Tot i que l'Earp explica algunes de les seves gestes, deixant caure noms com Doc Holliday i Calamity Jane, segueix sent un antic agent de la llei taciturn i ferm. El tiroteig a Tombstone (Arizona) havia durat només 30 segons, però acabaria definint Earp per la resta de la seva vida.
Mix també s'ocupa de la seva història personal, descartant gran part de les conjectures sobre els seus orígens, tot i que mostra algunes de les valentia i el derring que van caracteritzar la seva carrera a la pantalla. Es va comparar com un "vaquer d'estrella de cinema" amb l'heroic inventat de Buffalo Bill Cody. Les seves habilitats com a genet, però, es derivaven fidelment d'una vida inicial com a vaquer; la personalitat de l'empresari va venir més tard.

## Producció
Mariel Hemingway, com Bruce Willis i James Garner, es va apuntar a la pel·lícula per tenir l'oportunitat de treballar amb Blake Edwards. Hemingway va confessar: "La pel·lícula sonava una mica caòtica, però tenia una arma secreta: estava dirigida per Blake Edwards que havia fet Esmorzar amb diamants, una pel·lícula que va ser gairebé una religió amb mi. No podia deixar passar l'oportunitat de treballar amb ell."
Garner tenia bons records de treballar amb Edwards a Víctor, Victòria (1982), i Willis i Edwards van tenir una estreta relació de treball després que Willis hagués debutat al cinema a Cita a cegues. Durant les fases de preproducció de la pel·lícula, Edwards va aconsellar a la seva jove estrella que "... no podia confiar en les bromes i mirades" que havia estat la seva marca registrada a sèrie de televisió Moonlighting (1985–1989). La relació entre els dos protagonistes masculins no va ser tan assolellada, però. Després de la filmació, Garner va dir que no tornaria a treballar amb Willis i va dir: "Willis és a l'escola secundària. No és tan seriós amb la seva feina. Creu que és tan intel·ligent que pot passar-hi, inventar diàlegs i altres coses. Jo no crec que treballi així."
Un gag recurrent al llarg de la pel·lícula era que Wyatt Earp no pot conduir, tot i que ho fa en més d'una ocasió. Garner era considerat un expert en acrobàcia i va conduir molt a la seva pròpia sèrie de televisió, The Rockford Files (1974–1980).
Edwards va fer tot el possible per recrear l'era de Hollywood dels anys 20, incloent una recreació del sopar dels Premis Oscar de 1929, amb un acte de mim que s'assemblava molt als còmics de la pantalla muda com Charlie Chaplin. Aquest enfocament en els detalls d'època es va assenyalar com un dels greus defectes de la posada en escena de la pel·lícula.
La fotografia principal de Sunset va tenir lloc el 6 d'abril de 1987 i es va acabar el 2 de juliol de 1987. Els llocs de rodatge incloïen ubicacions al sud de Califòrnia: Ambassador Hotel, 3400 Wilshire Boulevard, Los Angeles, Hollywood Roosevelt Hotel, 7000 Hollywood Blvd., Hollywood. Per als exteriors, es van utilitzar l'Orange Empire Railroad Museum, Perris, Califòrnia (escenes del ferrocarril) i el Bell Ranch, Santa Susana, Califòrnia i Melody Ranch, 24715 Oak Creek Avenue, Newhall, Califòrnia. El treball d'estudi es va dur a terme a Culver City Studios.

## Incorreccions històriques
- La pel·lícula presenta a Earp assistint als Premis Oscar del 1929, que van tenir lloc el 16 de maig de 1929. Històricament, Wyatt Earp va morir el 13 de gener de 1929 (a l'edat de 80 anys). Estava malalt abans de la seva mort.
- La pel·lícula omet qualsevol menció de Josephine Marcus, que havia estat l'esposa de dret comú d'Earp durant més de vint-i-cinc anys en el moment de la seva mort. El 1929 vivia a Los Angeles amb Earp.

## Banda sonora
La banda sonora musical de Sunset va ser escrita per Henry Mancini. La pel·lícula inclou la cançó "Black and Tan Fantasy" de Duke Ellington and His Orchestra.

## Recepció

### Taquilla
Els executius de l'estudi estaven dividits sobre com promocionar Sunset, ja que la majoria dels espectadors haurien esperat que una pel·lícula de Blake Edwards fos una comèdia. El tràiler va començar amb l'eslògan: "La història següent és gairebé certa... o amb una mentida o dues" i emfatitzava les escenes còmiques. Quan es va estrenar, Sunset va ser un fracàs de taquilla, produïda amb un pressupost de 16 milions de dòlars i només va guanyar 4,6 milions de dòlars a nivell nacional.

### Crítica
Sunset va obtenir ressenyes predominantment negatives de la crítica i del públic. La majoria dels crítics van assenyalar que la presència a la pantalla de Garner era l'únic atractiu per veure la pel·lícula. Hal Hinson a la seva ressenya per a The Washington Post va contrastar l'impacte de les dues estrelles masculines: "En última instància, Sunset juga com un sopar de luxe. Prendre el cafè i les postres amb el western de Garner és l'única nota de gràcia. Pocs intèrprets han generat el tipus de bona voluntat que té Garner, i pot ser que aquest sigui el treball més sòlid que ha fet mai al cinema. La figura que interpreta és evocadora. Mirant-lo, potser penseu que oloreu un rastre d'artemisa."
El crític de cinema Robert Horton va ser mordaç en la seva ressenya de Sunset, anomenant-la "... una pel·lícula moribunda feta per una col·lecció de gent que té molt de talent. Com pot fallar una pel·lícula com aquesta?" Va culpar directament a la direcció flaca d'Edward. "...Edwards sembla haver perdut el nervi. Sunset s'arrossega amb poca convicció o vida."
L'historiador del cinema Leonard Maltin semblava estar d'acord amb Horton, qualificant la pel·lícula d'una "brossa horrible, desagradable i increïble des del primer moment. Willis registra zero interpretant una de les estrelles més magnètiques del gènere western; només el carisma de Garner salva aquest fracàs."
A l'agregador de ressenyes Rotten Tomatoes, la pel·lícula té un índex d'aprovació del 21% basat en 14 ressenyes, amb una puntuació mitjana de 3,70/10.

## Premis i nominacions
Patricia Norris, dissenyadora de vestuari de Sunset va ser nominada com a millor vestuari als Premis Oscar de 1989. Tanmateix, guanyar el Premi Razzie de 1989 per a Blake Edwards com a pitjor director i nominar a Mariel Hemingway com a pitjor actriu secundària, va ser una distinció dubtosa.

### Citacions
1. ↑  Thomas, Bob «'Sunset' offers peek at 1920s, 'give or take one or two lies'». , 27-04-1988, p. B15.
2. ↑  Ebert, Roger. «Review: 'Sunset'». rogerebert.com, 29-04-1988. [Consulta: 25 març 2016].
3. 1 2  Barra, Allen (May 7, 2012). «Wyatt On the Set!». True West Magazine. Arxivat de l'original el December 19, 2013.
4. ↑  «Profiles of the Earps and Doc Holliday». Big Nose Kate's Saloon. Arxivat de l'original el February 20, 2010. [Consulta: 25 març 2016].
5. ↑  Walker, Dale E. (November–December 2007). «Standing Tall». American Cowboy 14 (4): 152.
6. ↑  Jensen, 2006, p. 183–184.
7. ↑  Hemingway i Greenman, 2015, p. 184.
8. ↑  Parker, 1997, p. 72.
9. ↑  Grobel, Lawrence. «James Garner: You ought to be in pictures». Movieline, 01-05-1994. Arxivat de l'original el 2011-11-28. [Consulta: 19 abril 2012].
10. ↑  Garner i Winokur, 2011, p. 101–105.
11. ↑  Parker, 1997, p. 73–74.
12. 1 2  «Sunset». AFI Catalog of Feature Films. [Consulta: 9 març 2023].
13. ↑  «Miscellaneous notes: Sunset (1988)». Turner Classic Movies. [Consulta: 25 març 2016].
14. ↑  Southall, James. «Sunset». movie-wave.net, 08-12-2012. [Consulta: 9 març 2023].
15. ↑  «Songs from Sunset». sweetsoundtrack.com. Arxivat de l'original el 9 de març 2023. [Consulta: 9 març 2023].
16. ↑  «Sunset». Box Office Mojo. [Consulta: 9 juny 2012].
17. ↑  Hinson, Hal «Review: 'Sunset' (PG-13)». , 29-04-1988.
18. ↑  Horton, Robert. «Sunset». The Herald, 01-04-1988. [Consulta: 25 març 2016].
19. ↑  Maltin's TV, Movies, & Video Guide
20. ↑  «Sunset (1988)». Rotten Tomatoes, 29-04-1988. [Consulta: 26 juny 2021].
21. ↑  «The 61st Academy Awards».  Academy of Motion Picture Arts and Sciences. [Consulta: 4 desembre 2019].
22. ↑  Wilson, John. The Official Razzie Movie Guide: Enjoying the Best of Hollywood's Worst.  Grand Central Publishing, 2007-09-03. ISBN 9780446510080.